# 월트 휘트먼
월터 휘트먼(영어: Walter Whitman , 1819년 5월 31일 ~ 1892년 3월 26일)은 미국의 시인, 수필가·기자였다. 초월주의에서 사실주의로의 과도기를 대표하는 인물의 한 사람으로, 그의 작품에는 두 양상이 모두 흔적으로 남아있다. 미국 문학에서 가장 영향력 있는 작가 중 한 사람이기며 종종 "자유시의 아버지" 라는 호칭을 듣기도 한다. 대표적인 작품으로는 《풀잎》(Leaves of Grass, 1855)이 있다.

## 생애
휘트먼의 부모 월터와 루이자는 가난한 농부이자 퀘이커 교도였으며, 월트는 9형제 중 둘째로 태어났다. 아버지는 7명의 아들 중 세 명의 이름을 미국 지도자의 이름(앤드루 잭슨, 조지 워싱턴, 토마스 제퍼슨)을 따서 지었다. 장남 제시와 다른 무명의 아들은 요절했고, 여섯번째 아들이자 막내는 에드워드라고 이름지었다.
4세 때 웨스트 힐즈에서 브루클린으로 이사했고, 부친의 사업 투자 실패로 여러 집을 전전했다. 어린 시절, 경제적인 어려움 때문에 전반적으로 안정없이 불행한 시절이었다고 회고했다. 그런 순간 중 가장 행복한 일은 1825년 7월 4일 독립기념일 행사에서 라파예트가 그를 안아서 볼에 키스를 해 준 것이었다고 회고했다. 11세의 나이에 정식 학교 교육을 마치고, 가정 형편으로 인해 일을 시작한다. 처음에는 2명의 변호사의 심부름꾼으로, 그 다음 롱아일랜드의 주간지 《패트리어트》(Patriot, 편집장은 새뮤얼 클레멘츠(Samuel E. Clements)의 인쇄견습공으로 일했고, 여기서 인쇄기 및 조판에 대해 배웠다. 다음 해 클레멘츠가 두 명의 친구와 함께 엘리어스 힉스의 시체를 파내, 석고 두상을 만들려는 소동이 발생했다. 이 소동의 결과로 클레멘츠는 《패트리어트》를 떠났다.

### 창작 활동
《스타》에 있는 동안, 휘트먼은 지역 도서관에 자주 들러서 거리의 변론회에 들어가 극장에 발길을 옮길 수 있게 된다. 그리고 《뉴욕 미러》(New York Mirror)에 익명으로 몇 가지 작품을 발표했다. 16세를 맞이한 1835년 5월, 휘트먼은 브루클린 《스타》를 떠나 뉴욕에서 인쇄공으로 일을 하게 되었다. 이후에도 일을 찾았지만, 인쇄 출판 산업이 모여 있는 지역에서 대형 화재가 일어났으며, 1837년 대공황에 따르는 불황이 겹치면서 난항을 겪었다. 1836년 5월, 롱아일랜드 햄프스테드에 살고 있던 가족에 합류했다. 1838년 봄까지 일시적으로 여러 학교에서 교편을 잡았지만, 교직에 만족하지 않았다.
교직을 그만둔 후 그는 뉴욕 헌팅턴으로 돌아와, 자신의 신문사 《롱아일랜더》(Long-Islander Newspaper)를 창간한다. 휘트먼은 출판자, 편집자, 인쇄공, 판매, 배달일을 모두 혼자서 담당했다. 10개월 후, 신문사를 크로웰(Crowell)에게 팔았고, 크로웰에 의한 최초의 창간호는 1839년 7월 12일에 발행되었다. 1839년 여름, 휘트먼은 자메이카 지구의 《롱아일랜드 민주주의자》(Long Island Democrat, 편집장 James J. Brenton)의 조판공이 되었지만, 곧장 이 일을 그만두고 1840년 겨울부터 41년 봄에 걸쳐 다시 교단에 서게 된다. 그 후 5월에는 뉴욕으로 옮긴다. 뉴욕에서는 주로 《뉴 월드》(New World) 지에서 시인으로 저널리스트인 파크 벤저민 시니어(Park Benjamin Sr.)나 비평가 루퍼스 윌못 그리스월드(Rufus Wilmot Griswold)의 아래에서 일을 하게 된다. 그 후 1840년대는 《브루클린 이글》(Brooklyn Eagle)에서 2년간 편집에 종사하는 등 여러 신문사를 전전하면서, 산문이나 시를 프리랜서로 계속 발표한다.

### 풀잎

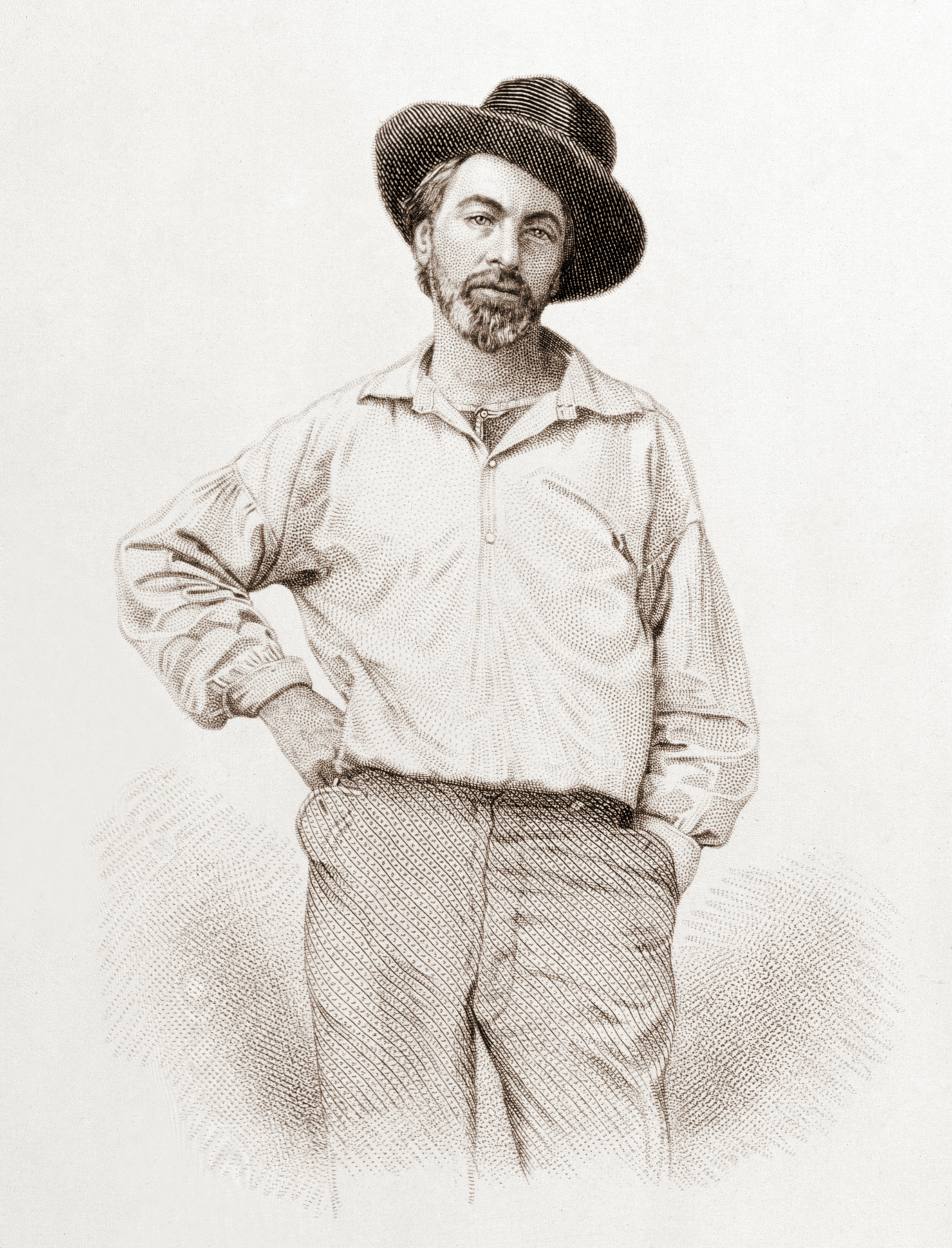
풀잎에 실린 37세의 월트 휘트먼, 새뮤얼 할리어 삽화

휘트먼이 진정 쓰고자 했던 것은 성경의 운율을 이용한 자유시 형식의 미국적인 서사시였다. 1855년 6월말, 휘트먼은 《풀잎》(Leaves of Grass)의 초판을 형제들에게 보였고, 동생 조지는 "읽을 가치가 없다고 생각했다"고 언급했다.
휘트먼은 《풀잎》 초판을 자비로 795부를 발간하였다. 초판은 제목이 없는 12편의 시가 실린 95쪽의 소책자였다. 작가명은 기록되지 않은 대신 사무엘 홀리어(Samuel Hollyer)가 그린 삽화가 게재되었다. 풀잎은 랠프 왈도 에머슨으로부터 높은 평가를 받았으며, 에머슨은 휘트먼에게 다섯 페이지에 이르는 칭찬의 편지를 써주었고, 또한 친구들에게도 격찬을 아까지 않았다. 이 에머슨의 평가의 덕분에 《풀잎》 초판이 널리 읽혀져 상당한 관심을 얻었지만, 동시에 그 외설적인 묘사에 대한 비판도 받게 되었다. 지질학자 존 피터 레슬리(John Peter Lesley)가 에머슨에게 쓴 편지 중에는, 《풀잎》이 “쓰레기 같은, 불경하고, 외설적” ("trashy, profane & obscene")이며, 저자는 “거들먹거리는 멍청이” (a pretentious ass)라고까지 비난을 했다. 1855년 7월 11일, 《풀잎》이 간행된 몇 일후, 휘트먼의 아버지는 65세의 일기로 세상을 떠났다.
《풀잎》은 초판 발행 후 몇 개월의 사이에 부적절한 성적 표현으로 주목을 받았다. 이로 인해 당시 인쇄가 끝나고, 제본되고 있던 제2판의 출판을 출판사가 거부하는 사태도 발생했지만, 결국 20편의 시를 새롭게 추가한 제2판이 1856년 8월에 발표되었다. 1860년과 1867년에 개정판, 재판을 거듭하였고 휘트먼의 생애를 통해서 몇 차례 지속적인 개정을 했다. 브론슨 앨콧(Bronson Alcott)이나 헨리 데이비드 소로(Henry David Thoreau) 등 일부 저명한 작가는 일부러 휘트먼을 방문할 만큼 이 작품을 높게 평가하였다.
풀잎 초판 간행 시기의 휘트먼은 경제적으로 곤란한 상태에 있었고, 다시 저널리스트로서 일하지 않을 수 없게 되었다. 1857년 5월부터는 브룩클린의 《데일리 타임즈》(Daily Times)에서 편집자로서 지면을 감수, 서평, 사설을 집필하는 일을 하였다. 1859년에는 직장을 그만 두었다.

### 남북전쟁

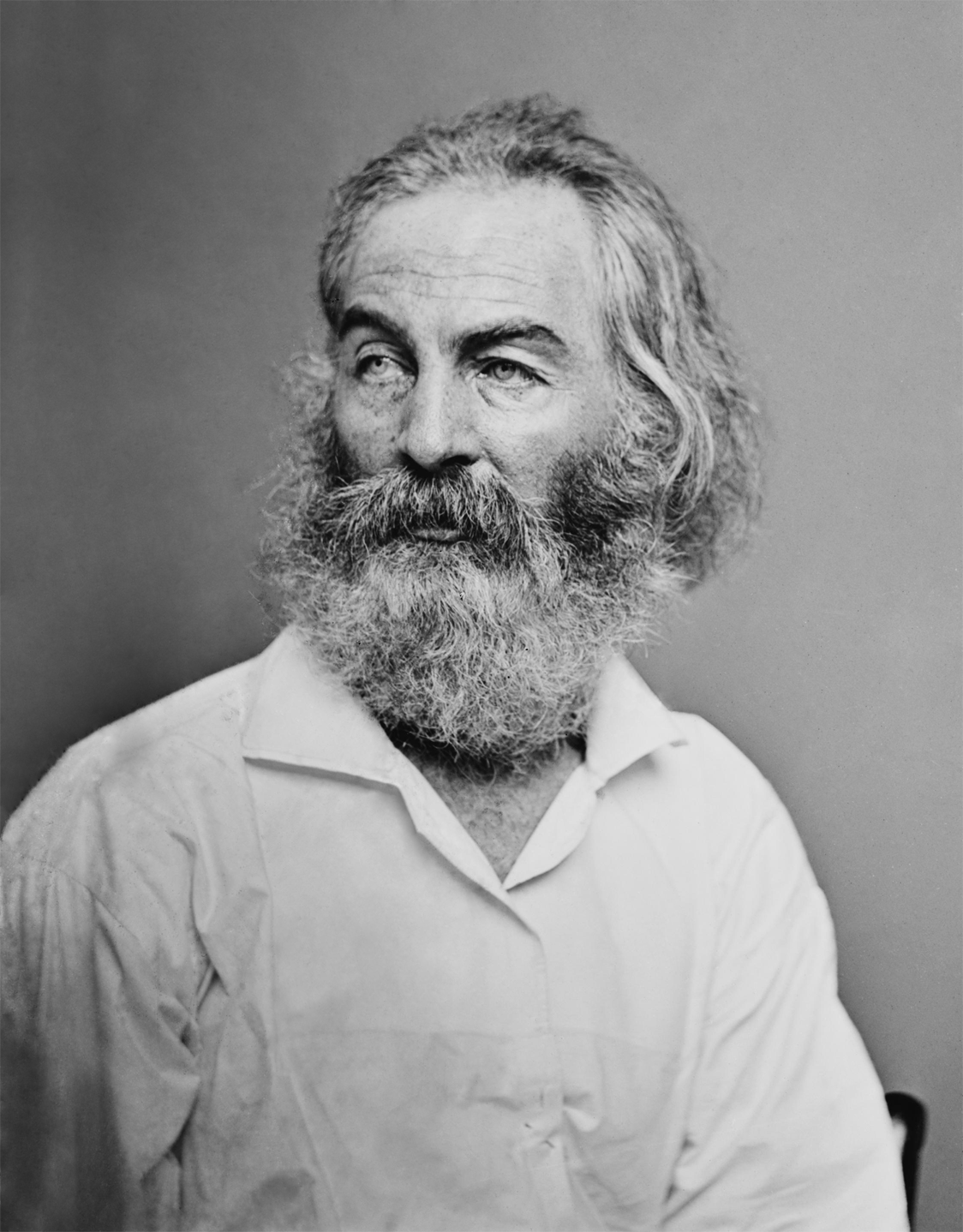
1860년 경의 월트 휘트먼

남북 전쟁이 시작될 무렵, 휘트먼은 북부군을 고무하는 애국시 《두드려라! 두드려라! 북을!》(Beat! Beat! Drums!)를 발표하였다. 휘트먼의 동생 죠지는 유니온(북부군) 군에 입대를 하여 월트에게 최전선의 생생한 모습을 자세하게 적은 편지를 보냈다. 1862년 12월 16일, 《뉴욕 트리뷴》 지에 게재된 전사자, 전상자 명부에서 중위 G. W. 휘트모어(First Lieutenant G. W. Whitmore)의 명단을 확인한 휘트먼은 동생 조지가 아닐까 하는 마음에 즉각 남부로 향했다. 도중에 지갑을 도둑맞아 마차를 타지 못해, 밤낮으로 계속 걸어서 갔으며, 정보를 얻으려, 고급장교들을 만나려 했다고 회상했다. 그는 뺨에 가벼운 상처를 입은 동생 조지를 만날 수 있었지만, 부상당한 병사들의 모습이나, 쌓여있는 병사들의 절단된 손발의 광경에 강하게 충격을 받고는 다시 뉴욕에는 돌아오지 않을 각오로 1862년 12월 28일, 워싱턴 D.C.를 향하여 출발하였다.
그리하여 휘트먼은 워싱턴 D.C에서 친구 찰리 엘드릿지의 도움으로 육군 회계관 사무국에서 시간급의 일을 하였고, 나머지 시간은 육군 병원에서 지원 간호사로서 일하게 된다. 이곳에서의 경험은 1863년 뉴욕의 한 신문에 발표한 《위대한 환자군》(The Great Army of the Sick) 및, 12년 후에 발표한 《전쟁의 회상》 (Memoranda During the War)에 정리하고 있다. 당시 그는 에머슨을 의지해 정부에서 일자리를 얻으려 하였다. 에머슨의 또 다른 친구인 존 트로우 브릿지의 도움으로 재무성 장관 새먼 P. 체이스에게 추천장을 보내 재무성에서의 일자리의 알선을 의뢰했지만, 체이스의 대답은 《풀잎》과 같이 의심스러운 책의 저자는 고용하고 싶지 않다고 거절하였다.
1864년의 연말 휘트먼 일가는 최악의 상태를 맞이했다. 9월 30일에는 동생 조지가 버지니아에서 남부군에 포로로 잡혔다. 12월 3일에는 또 다른 동생인 앤드루 잭슨이 결핵과 알코올 중독으로 사망하게 된다. 같은 달, 휘트먼은 형 제시를 정신이상자 보호 시설에 보내게 된다. 이런 상황 속에서 휘트먼의 사정이 개선된 것은 친구이자 시인인 윌리엄 더글라스 오코너의 도움으로 내무성 인디언 문제 사무국의 하급 직원 자리를 얻게 되면서부터이다. 그는 시인이자, 사진작가이며, 또한 《세터데이 이브닝 포스트》(Saturday Evening Post) 편집자였다. 오코너는 휘트먼을 위해서 내무부 장관 윌리엄 토드 오토에 편지를 써 준 것이다. 휘트먼은 1865년 1월 24일에 근무를 시작하여, 1200 달러의 연봉을 받게 된다. 1개월 후 2월 24일, 조지가 포로에서 풀려나 건강을 회복하기 위해 일시 휴가를 받게 된다. 5월 1일에는 약간 더 높은 직위로 승진을 하게 되었으며, 《드럼 탭스》(Drum-Taps)를 발표하게 된다.
1865년 6월 30일 휘트먼은 불시의 해고 통고를 받게 된다. 새롭게 취임한 내무 장관이자, 전 아이오와주 대표 상원의원인 제임스 하런에 의한 해고였다. 하런의 해고는 업무를 게을리한 몇 명의 직원을 해고 한다는 명분이었지만, 휘트먼에 관해서는 《풀잎》 1860년 판을 본 하런이 도덕적 관점에서 해고했다는 예측을 하고 있다. 오코너의 항의로 휘트먼은 J 허브 리 아슈톤에 의해서 7월 1일자로 법무장관 사무국으로 이동된다. 오코너의 분노는 수그러들지 않았고, 휘트먼의 정당성을 증명하기 위해 1866년 1월, 상당한 편향과 과장을 포함한 전기, 〈선량한 회색시인〉(The Good Gray Poet)을 출판한다. 이 50센트의 책자에서 휘트먼은 ‘뿌리까지 애국자’로 옹호되었으며, 그 별명의 유래가 됨과 동시에 그의 인기를 높이게 된다. 휘트먼의 인기를 높인 또 하나의 계기는 그의 시 《오 캡틴! 마이 캡틴!》 (O Captain! My Captain!)의 발표이다. 에이브라함 링컨에게 바친 이 작품은 휘트먼으로서는 전통적인 형식으로 쓰여졌으며, 생애를 통해 명시선집으로 손꼽힌 유일한 작품이다.
법무장관 사무국에서의 휘트먼의 업무 중 하나는 대통령 특사를 위해 남부군 병사들을 심문하는 일이었다. 후에 휘트먼은 "그들 중에는 정말로 재미있는 사람들이 있다", "내가 평범하지 않은 것을 좋아하는 것을 알고 있을 것이다"라고 적고 있다. 1866년 8월, 《풀잎》의 새로운 판을 준비하기 위해 1개월의 휴가를 얻었지만, 출판사를 쉽게 찾기 힘들었고, 1868년 2월, 윌리엄 마이클 로제티에 의해, 영국에서 《월트 휘트먼 시선》(Poems of Walt Whitman)이 간행되게 된다. 간행을 즈음하여 몇 개의 수정 요청이 있었고, 휘트먼도 마지못해 승낙하였다. 이 시집은 당시 인기가 높았던 앤 길크리스트의 추천을 받았으며, 영국에서 인기를 끌었다. 1871년에는 《풀잎》의 새로운 판이 다시 간행되었다. 휘트먼의 국제적 명성은 높아지고 있었지만, 본인은 1872년 1월까지 법무장관 사무국에 근무하였다. 1872년은 관절염에 시달리는 80세 모친을 돌보는데 보냈고, 이 해는 여행을 하면서 6월 26일에는 다트마스 대학에 초대되어 학위 수여식에서 강연을 했다.

### 건강 악화와 사망

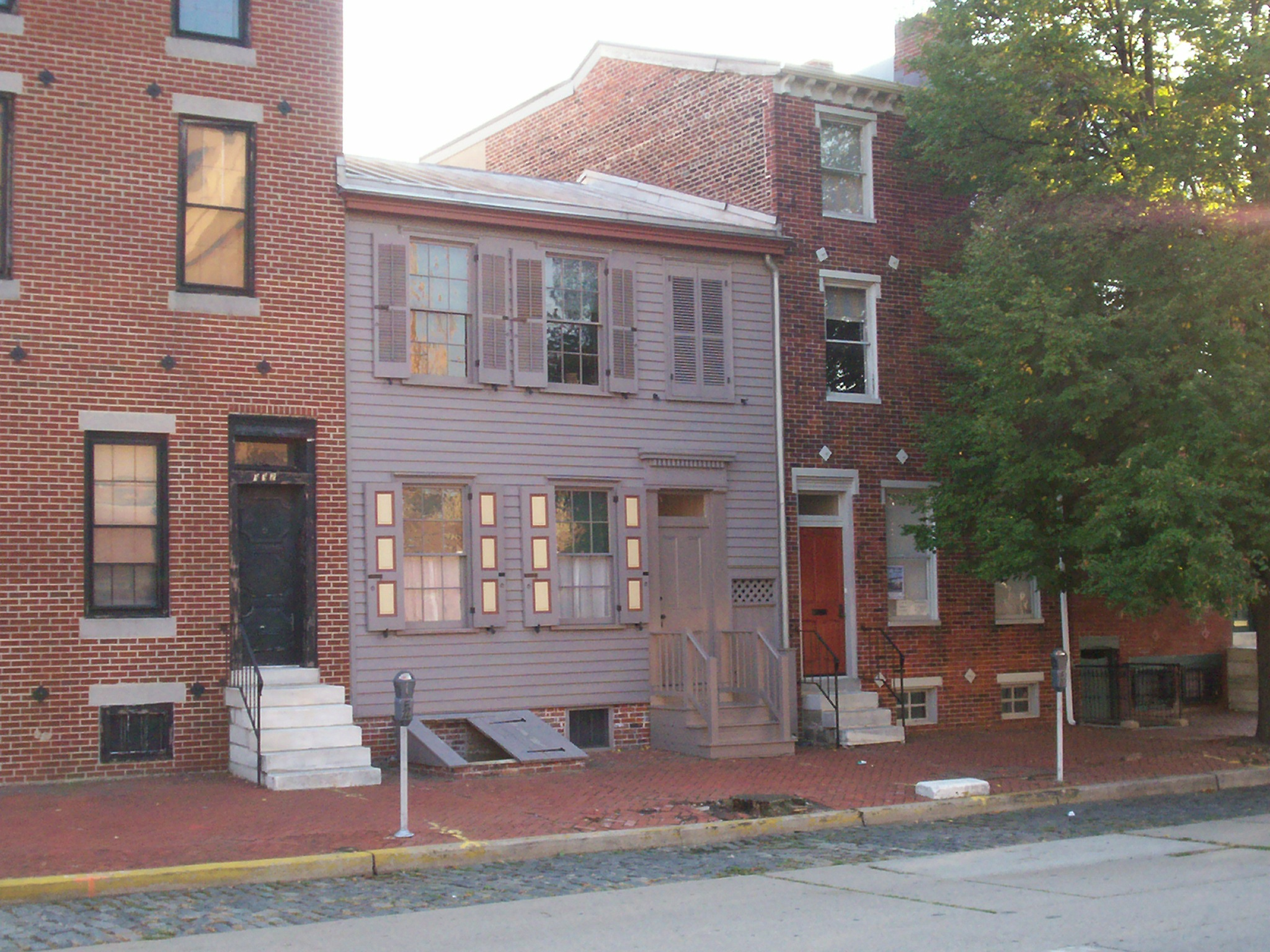
휘트먼이 생의 마지막을 보낸 캠던 저택

1873년 초 휘트먼은 뇌졸중으로 쓰러졌다. 같은 해 5월에 어머니를 여의었으며, 이 두 가지의 충격적인 사건으로 휘트먼은 우울증에 빠지게 된다. 뉴저지주 캠던으로 이사를 해서 집세와 식비를 지불하면서 동생인 조지와 함께 살다가 1884년에는 미클 가에 자택을 구입한다. 이즈음 근처에 살던 선장 남편을 잃은 미망인 ‘메리 옥스 데이비스’(Mary Oakes Davis)와 친교를 나눈다. 1885년 2월 24일, 그녀가 휘트먼의 집으로 옮겨와서 사는 대신에 가사를 보살펴 주게 된다. 메리는 고양이와 개를 한 마리씩, 호도애 2마리, 카나리아 1마리 등 많은 동물을 길렀다. 1876년과 1881년, 그리고 1889년에 《풀잎》 개정판을 간행했다.
1891년의 연말에 즈음하여 휘트먼은 《풀잎》 최종판을 작업했다. 이 판은 보통 《임종판》(Deathbed Edition)으로 불리며, 개정과 증보를 반복해, 389편의 시를 실은 대시집이 되었다. 작가 본인은 다음과 같이 적고 있다. 《풀잎》이 결국 완성되었다. 33년간 계속 잘게 자르고, 나의 인생의 어떤 때도 어떤 기분도, 날씨가 좋은 날도 나쁜 날도, 이 땅의 모든 곳에서, 그리고 전쟁과 평화, 젊음도 늙음도》. 죽음을 앞 둔 휘트먼은 형의 사당을 4000 달러에 주문을 해서 건설 중에 현장을 자주 방문하였다. 임종 전주에는 나이프도, 포크도 들어 올릴 수 없을 정도 쇠약해졌다.
1892년 3월 26일 휘트먼이 사망했다. 부검을 통해 기관지 폐렴으로 폐기능이 저하되었고, 그리고 가슴에 종양이 번져 있는 것이 밝혀졌다. 공식 사망 기록에는 "좌측 늑막염, 우폐의 소모, 일반적인 급성 결핵 및 유조직 신장염"으로 기록되었다. 캠던의 자택에서 사체가 공개되어 세 시간에 천명을 넘는 사람이 방문하였고, 휘트먼의 관은 헌화된 화환으로 가려져 보이지 않을 정도로 꽃에 묻혔다. 사망 4일 후에 캠 덴의 할레-묘지의 묘소에 매장되었으며, 묘지에서도 공개적으로 식이 거행되어 친구들의 조사나 음악이 경건하게 연주되었다. 이 사당에는 이후 휘트먼의 부친과 두 명의 형제와 그 가족이 합장 되었다.

## 사상
그는 자유시의 제일인자이자 창시자로 불렸으며, 서민의 희망·감회를 자유로운 수법으로 솔직히 노래하였다. 그 밖에 민주주의에 대한 신념과 미국의 독특한 문학을 주장한 <민주주의 전망>은 미국 물질주의적 경향을 비판하고 인격주의의 필요성을 주장한 것이다.

### 금주
휘트먼은 금주 운동의 동참자로서 생애 대부분 술을 마시지 않았다. 30살이 될 때까지 "독한 술"는 마셔본 적이 없었다고 언급하면서, 금주령의 시행을 주장한 때도 있었다. 1842년 11월 23일 출판한 초기 장편 작품 중 하나인 소설 《프랭클린 에반스 또는 술고래》(Franklin Evans; or, The Inebriate)는 금주 운동 소설이었다. 휘트먼이 소설을 쓴 것은 〈워싱토니안 운동〉(Washingtonian movement, 금주를 돕는 상조회 운동)의 전성기였지만, 이 운동뿐만 아니라 《프랭클린 에반스》에도 많은 비판을 받았다. 이후 휘트먼은 이 책에 대해 부끄럽게 생각하고 있다고 말한 적도 있지만, 이외에도 《미치광이》(The Madman)와 단편 《루벤의 마지막 소원》( Reuben's Last Wish) 등에는 금주를 권하는 내용이 등장한다.

### 시론
휘트먼은 《풀잎》 1855년판 서론에서 "시인의 증거는 시인이 국가에 헌신하는 만큼의 깊은 애정을 가지고 국가가 그를 포옹해 주는가"라고 주장을 하였다. 휘트먼은 시인과 사회 사이에는 빼놓을 수없는 공생 관계가 있다고 믿었다. 이러한 믿음은 《내 노래》(Song of Myself)에서 전능적인 1인칭의 이야기를 이용하여 특히 강조하고 있다. 미국의 서사시로 뛰어난 영웅을 등장시키는 전통적인 방법에서 벗어나 보통 사람의 아이덴티티를 등장시킨다. 《풀잎》은 또한 당시 미국에서 진행하고 있던 도시화가 대중에게 미치는 영향도 반영하고 있다.

### 종교
휘트먼은 이신론(deism)에 깊이 빠져 있었다. 특정 종교가 다른 종교보다 중요하다라는 생각을 부정하고 모든 종교를 대등하다고 생각하였다. "내 노래"는 주요 종교, 그 모두를 존중하고 수용하는 자세를 보여 주었다. 이러한 사상은 《조상과 함께》(With Antecedents)에서 더 분명하게 나타나고 있다. 이 속에서 그는 "우리는 모든 이론, 신화, 신, 반신을 받아들이는 / 나는 오래된 이야기, 성경, 족보는 하나도 남김없이, 진실이라고 본다"라고 적고 있다. 1874년 심령주의 운동을 위해 시를 쓰도록 요청받은 휘트먼은 "나에게는 대부분 값싸고, 조잡한 꼼수로 밖에 보이지 않는다"고 답했다. 휘트먼에게 신이란 어디에나 있고, 초월적이며, 인간의 영혼은 불멸하고, 급진적인 발전 상태에 있는 것이었다.

### 셰익스피어 저작성 논쟁
휘트먼은 셰익스피어 저작성 논쟁의 옹호자로, 스트랫퍼드 어폰 에이번의 윌리엄 셰익스피어의 작품들이 역사적 기여로 만들어졌다는 설을 반대했다. 1888년 《11월 대목》(November Boughs)에서 셰익스피어의 희곡 작품에 대해 다음과 같이 말하고 있다.
충만한 열기와 유럽 봉건제도의 약동으로 만들어진(중세 귀족 사회를 그 무자비하고 거대한 특권계급이 우뚝 솟아 있는 정신, 그 독특한 공기와 도도함(단순한 모방이 아닌)을 자연스러운 형태로 구현하고 있다. 이런 놀랄 만한 작품(견해에 따라서는 문학사에서 필적할 것이 없는 뛰어난 작품)은 희극 작품군 여기저기에서 나타나는 「늑대 같은 백작」의 한 사람 또는 귀족가에서 태어나 그 세계를 알고 있는 사람이 진정 작자인 것처럼 생각된다.

### 노예 해방
휘트먼은 미합중국에서 노예제도 유지를 반대하는 《윌못 조항》(Wilmot Proviso)을 지지하고 있었다. 그러나 노예제 폐지론자(어볼리셔니즘)은 아니고, 이 운동에는 이익보다 해가 많다고 보고 있었다. 1846년 그는 노예제도 폐지론자들은 실제로는 그 "극단주의와 전횡적인 태도를 위해서, 목적의 달성을 늦추고 있다"라고 썼다. 그의 주된 주장은 폐지론자의 방법은 민주적인 절차를 저해하며, 남부군의 거절과 마찬가지로 국가 전체의 이익보다 자신들의 이익을 우선시 하고 있다고 주장했다. 휘트먼은 또 해방된 흑인일지라도 투표권은 인정되어서는 안된다는, 당시 광범위하게 지지를 받고 있던 견해를 지지하면서, 의회에서 흑인계 의원의 증가를 우려하였다.

## 작품

### 소설
- 《프랭클린 에반스 또는 술고래》(Franklin Evans; or, The Inebriate)
- 《미치광이》(The Madman)
- 《루벤의 마지막 소원》( Reuben's Last Wish)

### 시집
- 《풀잎》 (Leaves of Grass, 1855)
- 《두드려라! 두드려라! 북을!》(Beat! Beat! Drums!, 1861)
- 《북소리》 (Drum-Taps, 1865)
- 《오 캡틴! 마이 캡틴!》 (O Captain! My Captain!, 1866)
- 《월트 휘트먼 시선》(Poems of Walt Whitman, 1868)
- 《내 노래》(Song of Myself)
- 《조상과 함께》(With Antecedents)

### 기타
- 《전쟁의 회상》 (Memoranda During the War)
- 《위대한 환자군》(The Great Army of the Sick)

## 참고 문헌
- 이 문서에는 다음커뮤니케이션(현 카카오)에서 GFDL 또는 CC-SA 라이선스로 배포한 글로벌 세계대백과사전의 내용을 기초로 작성된 글이 포함되어 있습니다.
- Callow, Philip. From Noon to Starry Night: A Life of Walt Whitman. Chicago: Ivan R. Dee, 1992. ISBN 0-929587-95-2
- Kaplan, Justin. Walt Whitman: A Life. New York: Simon and Schuster, 1979. ISBN 0-671-22542-1
- Loving, Jerome. Walt Whitman: The Song of Himself. University of California Press, 1999. ISBN 0-520-22687-9
- Miller, James E., Jr. Walt Whitman. New York: Twayne Publishers, Inc. 1962
- Reynolds, David S. Walt Whitman's America: A Cultural Biography. New York: Vintage Books, 1995. ISBN 0-679-76709-6
- Stacy, Jason. Walt Whitman's Multitudes: Labor Reform and Persona in Whitman's Journalism and the First Leaves of Grass, 1840-1855. New York: Peter Lang Publishing, 2008. ISBN 978-1-4331-0383-4